# Сучасна дитяча проза
«Сучасна дитяча проза» – книжкова серія видавництва «Грані-Т», заснована 2006 року, яка об’єднує понад 50 книжок сучасних українських та іноземних авторів. Частина книг серії схвалена Міністерством освіти і науки, молоді та спорту.

## Конкурс «Найкращий відгук на сучасну дитячу прозу»
З метою популяризації сучасної вітчизняної дитячої книги та заохочення учнів 4-5 класів загальноосвітніх навчальних закладів до систематичного читання сучасної української літератури, а також постійного підвищення культурного рівня учнів і покращення якості й ефективності процесу читання, починаючи із 2009 року видавництво «Грані-Т», за участю «Інституту інноваційних технологій і змісту освіти», щорічно проводить конкурс «Найкращий відгук на сучасну дитячу прозу». Серед книг рекомендованих для участі у конкурсі значне місце посідають книжки серії «Сучасна дитяча проза».
Основними завданнями конкурсу є:
- вироблення у дітей навичок самостійної роботи з книгою;
- популяризація сучасної вітчизняної дитячої книги;
- створення умов для позитивної мотивації учнів до читання, розширення   у них читацького світогляду, розвитку їх читацьких умінь.

## Автори
Письменники:
- Іван Андрусяк
- Леся Воронина
- Анатолій Григорук
- Олесь Ільченко
- Оксана Лущевська
- Галина Малик
- Зірка Мензатюк
- Марина Павленко
- Лариса Денисенко
- Євгенія Кононенко
- Любко Дереш
- Дзвінка Матіяш
- Галина Пагутяк
- Світлана Поваляєва
- Ірен Роздобудько
- Наталка Сняданко
- Ольга Бусенко
- Інна Волосевич
- Катерина Булах
- Микола Герасименко
- Надія Гуменюк
- Богдан Жолдак
- Лілія Лапіна
- Катерина Лебедєва
- Ольга Мальчина
- Тамара Мельниченко
- Галина Павлишин
- Катерина Паньо
- Анатолій Птіцин
- Тетяна Щербаченко

У серії також вийшли в українських перекладах книжки іноземних письменників:
- Імант Зієдоніс
- Оле Лун Кіркеґор
- Валерій Куклін
- Вітаутас Ландсбергіс
- Сергій Махотін
- Оса Ґан Шведер

До роботи долучені і знані художники-ілюстратори:
- Катерина Білетіна
- Іда Ворс
- Альона Котова
- Кость Лавро
- Уляна Мельникова
- Яна Роздобудько
- Юлія Толмачова
- Олена Шикура
- Надія Дойчева-Бут
- Анна Сарвіра

## Книжки серії

### Книжки українських авторів
| Рік видання | Назва книжки                                                 | Автор                                                | Упорядник                         | Художник                        |
| ----------- | ------------------------------------------------------------ | ---------------------------------------------------- | --------------------------------- | ------------------------------- |
| 2012, 2007  | Прибулець з країни Нямликів*                                 | Леся Воронина                                        |                                   | Катерина Білєтіна               |
| 2012        | Чого Волошка запишалася*                                     | Дмитро Чередниченко                                  |                                   | Наталія Клочкова                |
| 2011        | Вуйко Йой і Страшна Велика Кука                              | Галина Малик                                         |                                   | Людмила Корж-Радько             |
| 2011        | Вікно до собаки*                                             | Галина Ткачук                                        |                                   | Юлія Шалімова                   |
| 2011        | День кота                                                    | Катерина Булах                                       |                                   | Надія Дойчева-Бут               |
| 2011        | Чи шкідливо ходити покрівлями гаражів?                       | Марина Павленко                                      |                                   | Яна Гавриш                      |
| 2011, 2007  | Стефа і її Чакалка                                           | Іван Андрусяк                                        |                                   | Ярослав Коломійчук              |
| 2010        | Казки П'ятинки*                                              | Дзвінка Матіаш                                       |                                   | Наталя Пастушенко               |
| 2010        | Цвіт мандрагори*                                             | Катерина Паньо                                       |                                   | Світлана Сова                   |
| 2010        | Кабан дикий – хвіст великий... Друга історія Стефи і Чакалки | Іван Андрусяк                                        |                                   | Світлана Сова                   |
| 2009        | Чудеса повсякденного життя*                                  | Ольга Мальчина                                       |                                   | Надія Дойчева-Бут               |
| 2009        | Зустріч на Босому мосту                                      | Надія Гуменюк                                        |                                   | Наталія Клочкова                |
| 2009        | Ниточка і Ложкін*                                            | Анатолій Птіцин                                      |                                   | Марина Ольхова                  |
| 2009        | Дивні химерики, або Таємниця старовинної скриньки*           | Оксана Лущевська                                     |                                   | Інга Леві                       |
| 2009        | Полювання на сліпса*                                         | Катерина Паньо                                       |                                   | Наталя Пастушенко               |
| 2009        | Неля сходить зі стелі*                                       | Євгенія Кононенко                                    |                                   | Ольга Кузнєцова                 |
| 2008        | Паперовий янгол                                              | Ольга Бусенко                                        |                                   | Ольга Кузнєцова                 |
| 2008        | Чим пахне дитинство*                                         | Ольга Бусенко                                        |                                   | Ольга Кузнєцова                 |
| 2008        | Зросла собі квітка*                                          |                                                      | Пастушенко Наталя, Дзвінка Матіаш | Роман Єненко                    |
| 2008        | Лялечка і Мацько*                                            | Галина Пагутяк                                       |                                   | Ольга Кузнєцова                 |
| 2008        | Про хлопчика*                                                | Інна Волосевич                                       |                                   | Яна Роздобудько                 |
| 2008        | Капосні капці*                                               | Богдан Жолдак                                        |                                   | Марія Кисельова                 |
| 2008        | Країна поламаних іграшок та інші подорожі*                   | Наталка Сняданко                                     |                                   | Лаврін Шимін                    |
| 2008        | Дуже довга казка                                             | Лілія Лапіна                                         |                                   | Катерина Іванова                |
| 2008        | Волелюбний вітер*                                            | Анатолій Григорук                                    |                                   | Світлана Сова                   |
| 2008        | Три дні казки*                                               | Іван Андрусяк, Валентина Запорожець, Микола Гриценко |                                   | Уляна Мельникова                |
| 2008        | Унікальна картоплина*                                        | Галина Павлишин                                      |                                   | Марина Ольхова                  |
| 2008        | Сонечко для мами Лу*                                         | Катерина Паньо                                       |                                   | Катерина Лоренсон               |
| 2008        | Неля, яка ходить по стелі*                                   | Євгенія Кононенко                                    |                                   | Тетяна Ніколаєнко               |
| 2008        | Ліза та Цюця П. Зустрічаються*                               | Лариса Денисенко                                     |                                   | Олена Шикура                    |
| 2008        | Загадкові світи старої обсерваторії*                         | Олесь Ільченко                                       |                                   | Кость Лавро                     |
| 2008        | Нямлик і Балакуча Квіточка*                                  | Леся Воронина                                        |                                   | Катерина Білєтіна               |
| 2008        | Політ на черешні*                                            | Микола Герасименко                                   |                                   | Тетяна Ніколаєнко               |
| 2007        | Птаха Корабель                                               | Катерина Лебедєва                                    |                                   | Надія Дойчева-Бут               |
| 2007        | Пуп Землі, або Як Даринка світ рятувала                      | Тетяна Щербаченко                                    |                                   | Анна Сарвіра                    |
| 2007        | Як до жабок говорити                                         | Зірка Мензатюк                                       |                                   | Марія Кисельва                  |
| 2007        | Коли оживають ляльки                                         | Ірен Роздобудько                                     |                                   | Яна Роздобудько, Юлія Толмачова |
| 2007        | Дивні дні Гані Грак                                          | Любко Дереш                                          |                                   | Альона Котова                   |
| 2007        | Ліза та цюця П.                                              | Лариса Денисенко                                     |                                   | Олена Шикура                    |
| 2007        | Таємниця старої обсерваторії                                 | Олесь Ільченко                                       |                                   | Кость Лавро                     |
| 2007        | Вуйко Йой і Лишиня*                                          | Галина Малик                                         |                                   | Тетяна Ніколаєнко               |
| 2007        | Вррум-чарівник*                                              | Світлана Поваляєва                                   |                                   | Світлана Фесенко                |

```
* Частина книг серії схвалена Міністерством освіти і науки, молоді та спорту для використання у загальноосвітніх навчальних закладах
```

### Книжки іноземних авторів
| Рік видання | Назва книжки    | Автор                   | Перекладач          | Художник          |
| ----------- | --------------- | ----------------------- | ------------------- | ----------------- |
| 2010        | Отто – носоріг  | Оле Лун Кіркеґор        | Галина Кирпа        | Ольга Кузнєцова   |
| 2008        | Сни шовкопряда  | Оса Ґан Шведер          | Галина Кирпа        | Надія Дойчева-Бут |
| 2009        | Місячний Дракон | Валерій Куклін          | Іван Андрусяк       | Наталя Яценко     |
| 2008        | Страшна зброя   | Сергій Махотін          | Іван Андрусяк       | Марія Бондаренко  |
| 2008        | Кольорові казки | Імант Зієдоніс          | Михайло Григорів    | Надія Дойчева-Бут |
| 2008        | Мишка Зіта      | Вітаутас В. Ландсбергіс | Дмитро Чередниченко | Надія Дойчева-Бут |

## Нагороди книжок серії
- Книга «Вуйко Йой і Лишиня» Галини Малик посіла ІІ місце на Всеукраїнському конкурсі «Книга року-2007» у номінації «Дитяче свято»;
- Вперше за роки проведення конкурсу «Книга року Бі-Бі-Сі» у п'ятірку фіналістів 2008-го року увійшла дитяча книжка — повість Лесі Ворониної «Нямлик і балакуча квіточка»;

## Рецензії на книжки серії
- Казкарка. Сучасна дитяча література: Оксана Лущевська. Читання вголос: книжка на повсякдень [Архівовано 13 липня 2013 у Wayback Machine.]
- ВВС Україна: Тетяна Хмелєвська. Хто ж може цього боятися?
- Буквоїд: Галина Бокшань. Майстриня дитячих скарбничок [Архівовано 4 березня 2016 у Wayback Machine.]
- Великий їжак. Літературна премія: Христя Намистинська. ЛЕСЯ ВОРОНИНА ЯК «ФОРМАЛІСТ»[недоступне посилання з липня 2019]
- zaxid.net: Василь Карп'юк. Глечики наших сердець [Архівовано 29 листопада 2012 у Wayback Machine.]
- Друг читача: Людмила Сайко. Про лапи, вуха і хвіст вкупі з людським інтелектом [Архівовано 3 січня 2012 у Wayback Machine.]
- Друг читача: Жанна Капшук. Стефка vs Чакалка, або Казка для всієї сім’ї [Архівовано 3 листопада 2011 у Wayback Machine.]
- Друг читача: Валер’ян Їжакевич. У пошуках Чаші Ґрааля
- Буквоїд: Наталка Зубрицька. Андрусяк і його Чакалка [Архівовано 12 серпня 2014 у Wayback Machine.]
- Літакцент: Марина Павленко. Метелики не ревнують, Або Мишка Зіта стає людиною [Архівовано 1 квітня 2014 у Wayback Machine.]